# Géographie de la Charente-Maritime
La Charente-Maritime est située au cœur du littoral atlantique de la France, appartenant entièrement au Bassin aquitain dont le département forme l'extrémité septentrionale.
Sur un plan plus général, la Charente-Maritime occupe la partie sud-ouest de la France, riveraine de l'océan Atlantique et du plus grand estuaire d'Europe que représente la Gironde, faisant partie du « Midi atlantique ».
Il figure parmi « l'un des plus beaux départements du pays » selon l'observation qu'en avait dressée Jules Verne dans sa Géographie illustrée de la France parue en 1876.

## Situation géographique du département
| \| Rochefortais Marennes-Oléron Royannais Marais poitevin Basse Saintonge Haute Saintonge Saintonge romane Aunis Océan Atlantique La Charente Gironde Pertuis Breton Pertuis d'Antioche Île d'Oléron Île de Ré Côte de Beauté \| Carte topographique de la Charente-Maritime |
| Rochefortais Marennes-Oléron Royannais Marais poitevin Basse Saintonge Haute Saintonge Saintonge romane Aunis Océan Atlantique La Charente Gironde Pertuis Breton Pertuis d'Antioche Île d'Oléron Île de Ré Côte de Beauté                                                   |

### Les coordonnées géographiques
Situé dans l'hémisphère Nord dans les latitudes tempérées et tout juste à l'ouest du méridien de Greenwich, les coordonnées géographiques du département de la Charente-Maritime correspondent à la latitude 45° 45′ N et à la longitude 0° 45′ W.
Le département est traversé d'est en ouest par le 46e parallèle Nord , dont la commune de Saint-Loup, au nord-ouest de Saint-Jean-d'Angély, est exactement alignée sur cette latitude qui traverse le cœur du village, la commune étant située sur le 46° 00′ 00″ N. La ville de Charente-Maritime la plus proche de cette latitude est la station balnéaire de  Fouras, étant située légèrement en-deçà du 46e parallèle, étant positionnée sur le 45° 59′ 16″ N, et qui abrite notamment le site de la pointe de la Fumée, placé précisément sur le 46° 00′ 09″ N, port de liaisons maritimes avec l'Île-d'Aix, où cette île est de même traversée par ce parallèle.
La commune la plus septentrionale du département est Marans dont la ville se trouve à la latitude 46° 18′ 33″ N.
À l'opposé, la commune la plus méridionale de la Charente-Maritime est La Clotte dont la latitude est 45° 07′ 07″ N.
La commune la plus occidentale de la Charente-Maritime est Saint-Clément-des-Baleines, dans l'île de Ré, dont la longitude est 1° 32′ 18″ W.
Enfin, la commune la plus orientale du département et qui est en même temps la plus proche du méridien de Greenwich est Saint-Aigulin dont les coordonnées de sa longitude sont 0° 00′ 32″ W.
Il est à noter que toutes les communes de la Charente-Maritime sont situées à l'ouest du méridien de Greenwich et la commune de Saint-Aigulin est celle qui en est la plus proche, le méridien franchissant exactement le pont sur la Dronne à 0° 00′ 00″.
Selon les données  géographiques de  l'IGN, le centre géographique du département de la Charente-Maritime est la commune de Saint-Georges-des-Coteaux, à l'ouest de Saintes.

### La situation géographique
Largement ouvert sur l'océan Atlantique et sur l'estuaire de la Gironde, ce département est limitrophe de cinq départements. Au nord, il confine avec la Vendée ; au nord-est, il jouxte les Deux-Sèvres ; à l'est, il est au contact avec la Charente ; au sud-est, il est bordé par le département de la Dordogne et au sud par celui de la Gironde.
Il appartient administrativement à la région Nouvelle-Aquitaine et est bordé au nord par les Pays de la Loire.

### La superficie
La Charente-Maritime occupe une surface de 6 864 km2, ce qui, par sa superficie, la place au 19e rang des départements de la France métropolitaine et au deuxième rang dans l'ancienne région Poitou-Charentes, se situant immédiatement après la Vienne qui en était le département le plus étendu avec 6 990 km2.
Depuis la création de la région Nouvelle-Aquitaine, la Charente-Maritime occupe le sixième rang sur les douze départements de la nouvelle région avec à peine 8,2 % de la surface régionale.

## Géographie physique du département
Département au relief faiblement marqué et aux vallées à peine encaissées, la Charente-Maritime se distingue par sa façade maritime et estuarienne précédée de quatre îles.

Paysages de la Charente-Maritime :
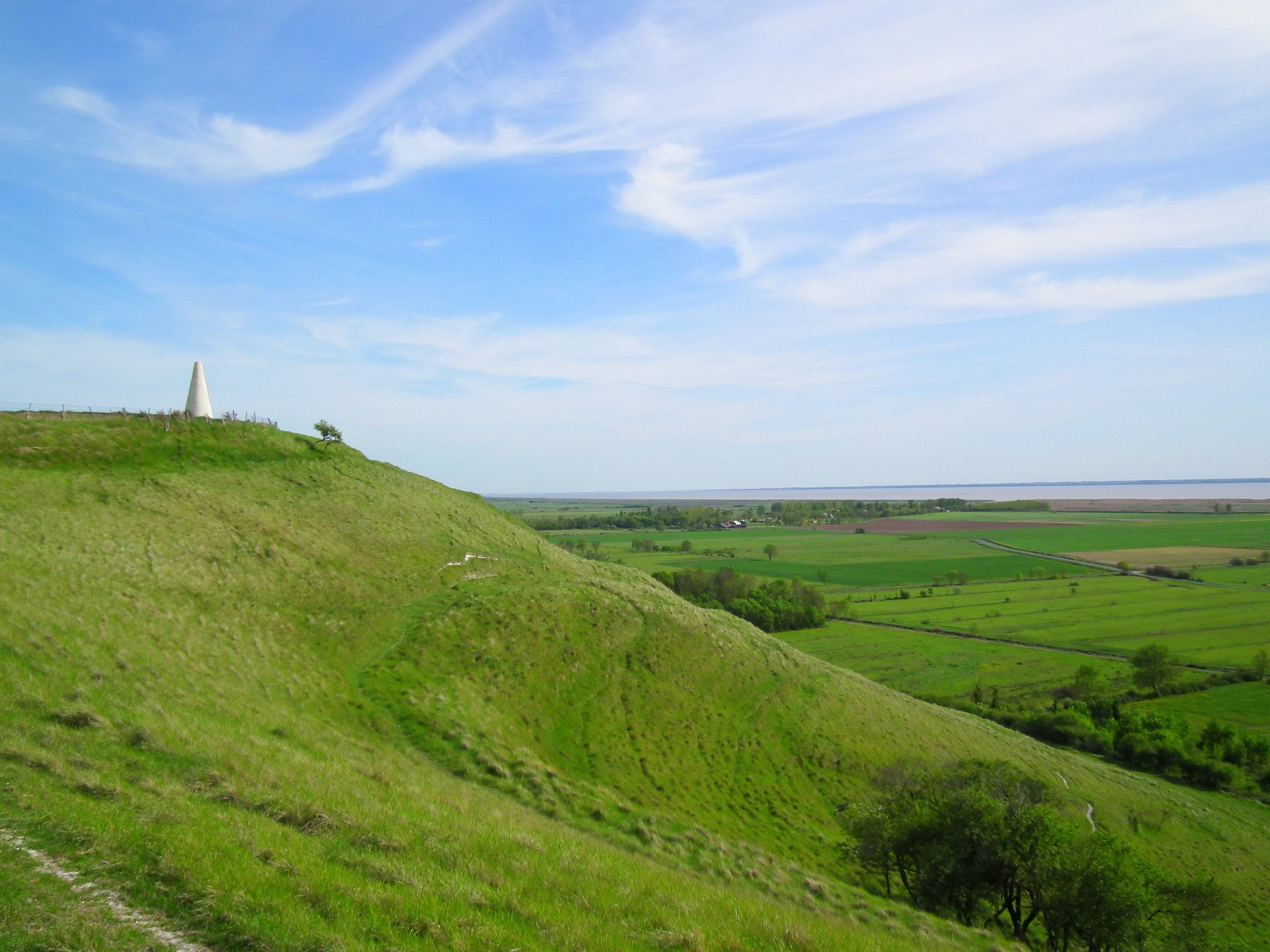
Le terrier de Beaumont, dans le sud-ouest.
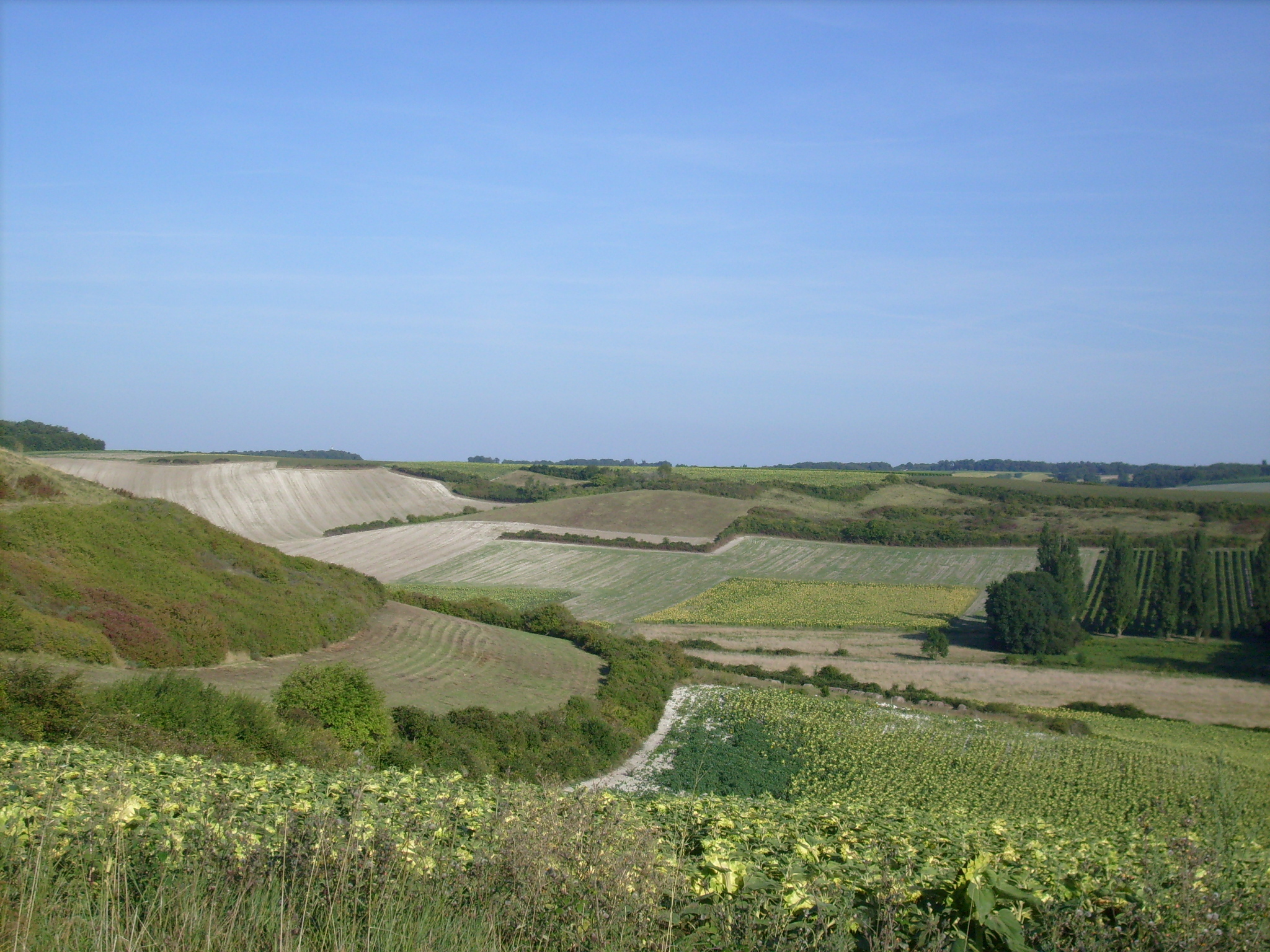
Chenac-Saint-Seurin-d'Uzet, dans le sud-ouest.
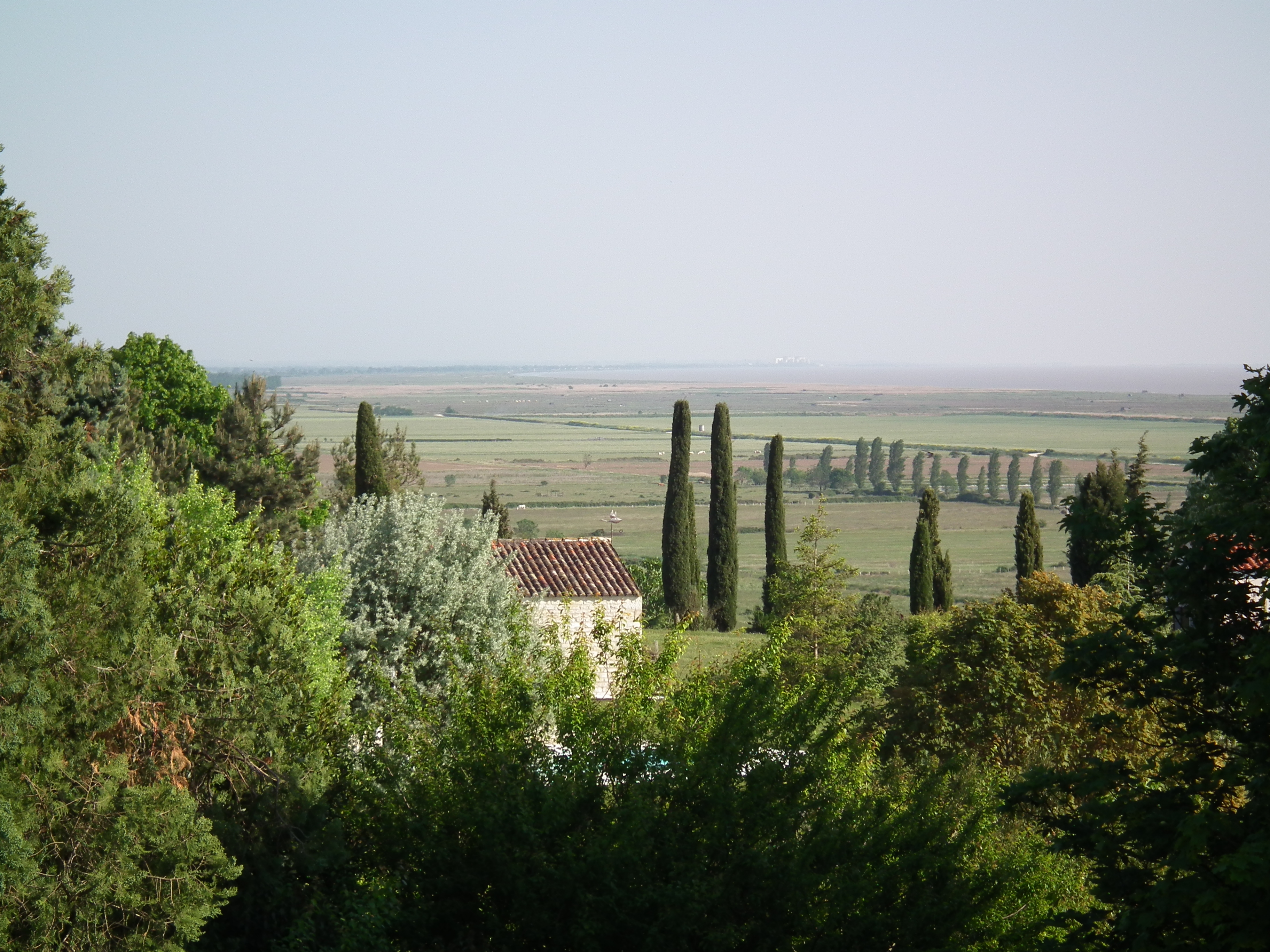
Mortagne-sur-Gironde, dans le sud-ouest.
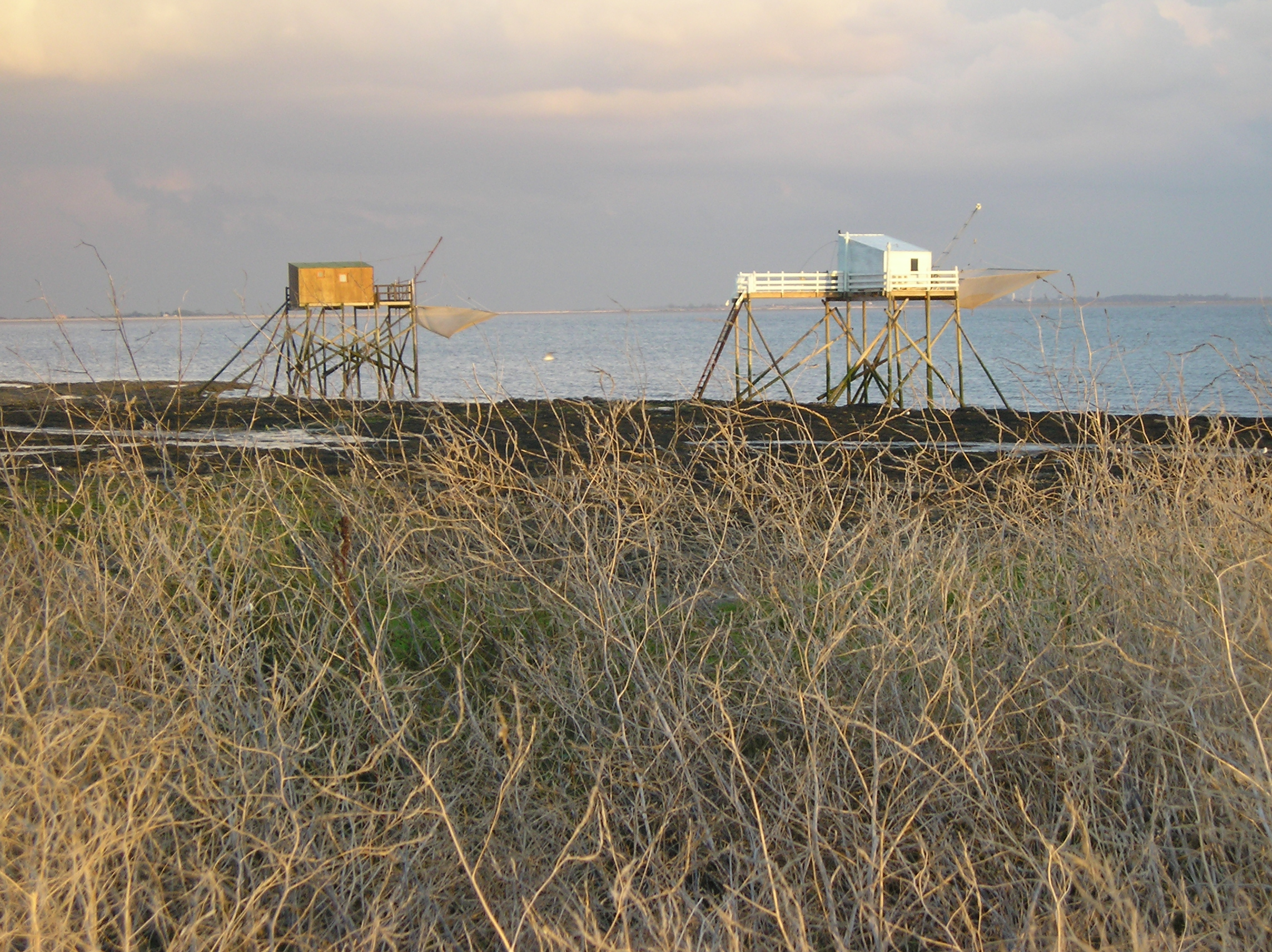
L'île Madame, dans le nord-ouest.

### Géologie et sols

#### La partie septentrionale du Bassin d'Aquitaine
Sur le plan géologique, la Charente-Maritime appartient entièrement au Bassin aquitain dont le département occupe les marges septentrionales. Il est séparé du Massif armoricain, au nord-ouest, par la vaste dépression du Marais poitevin, et du Bassin parisien, au nord-est, par le seuil du Poitou où les altitudes se relèvent, donnant les points culminants de la Charente-Maritime.
Ses assises géologiques qui relèvent du soubassement du Bassin aquitain sont constituées de terrains sédimentaires d'origine secondaire qui forment entièrement le sous-sol de ce département. Qu'il soit Jurassique ou Crétacé, le substratum de la Charente-Maritime est toujours riche en calcaire et assez perméable pour donner en surface un sol qui s'égoutte bien, favorisant la culture céréalière ou celle de la vigne.
Quelques régions s'individualisent par leurs sols et leur géologie ainsi que par leur relief :
Au nord du fleuve Charente se trouvent les terres calcaires du Jurassique de l'Aunis et de la Saintonge du Nord.
Au centre et au sud du département s'étendent les plateaux crétacés de la Saintonge.
À l'extrême sud se déploient les terrains siliceux du Tertiaire de la Double saintongeaise.
Le littoral et les vallées fluviales (Sèvre Niortaise, Charente et Seudre) sont le domaine des terrains Quaternaires constitués de dépôts alluviaux d'origine du Quaternaire.

### Un relief de plaines et de bas plateaux
Le relief de la Charente-Maritime se caractérise en général par de molles ondulations de terrain qui s'atténuent de plus en plus en direction du littoral océanique. La Charente-Maritime est dans son ensemble de faible altitude, largement inférieure à 100 mètres pour les plaines littorales et les bas plateaux calcaires ou crayeux de l'arrière-pays charentais. Le relief est plus marqué sur les bordures orientales et méridionales du département, dépassant les 120 mètres en moyenne, atteignant pour son point culminant 173 mètres seulement.

### La façade maritime

#### Le trait de côte
Son littoral, largement ouvert sur l'océan Atlantique, s'étend sur 463 kilomètres, îles comprises, et offre une variété remarquable de reliefs littoraux. Ceux-ci sont représentés par des côtes marécageuses, des cordons dunaires, de grandes plages de sable fin ou des criques sableuses, des falaises crayeuses ou calcaires, des baies et de petits golfes, des caps et des promontoires, des presqu'îles, de larges estuaires fluviaux.
Le trait commun à ce rivage de l'Atlantique de la Charente-Maritime est sa très basse altitude où aucun point de son littoral n'est supérieur à 75 mètres. Le point culminant de la côte charentaise est la Tour du Gardour, dune de 62 mètres de hauteur située dans la forêt domaniale de la Coubre, à l'ouest de la presqu'île d'Arvert et en bordure de l'océan.

#### Les marais littoraux
Les marais sont particulièrement nombreux et occupent un cinquième de la superficie totale du département; ces derniers font de la Charente-Maritime le tout "premier département français pour ses marais".
Du nord au sud, se trouvent le Marais poitevin, les marais de Rochefort, de Brouage, de la Seudre et de la rive droite de la Gironde.
Les deux îles principales possèdent également des marais (Ré et Oléron) dont une partie est exploitée pour la production de sel marin, notamment dans l'île de Ré.
En tout, 110 000 hectares de zones humides occupent le territoire de la Charente-Maritime.

#### La façade atlantique
Du nord au sud de cette façade maritime, trois espaces géographiques peuvent être délimités.
La côte de l'Aunis qui va de la baie de l'Aiguillon jusqu'à l'embouchure de la Charente.
La côte de la Saintonge qui s'étire du sud de l'embouchure de la Charente jusqu'à l'estuaire de la Gironde.
Le troisième ensemble littoral est formé par l'archipel charentais.

### L'archipel charentais
Le littoral charentais est composé d'un ensemble insulaire de quatre îles qui forment l'archipel charentais

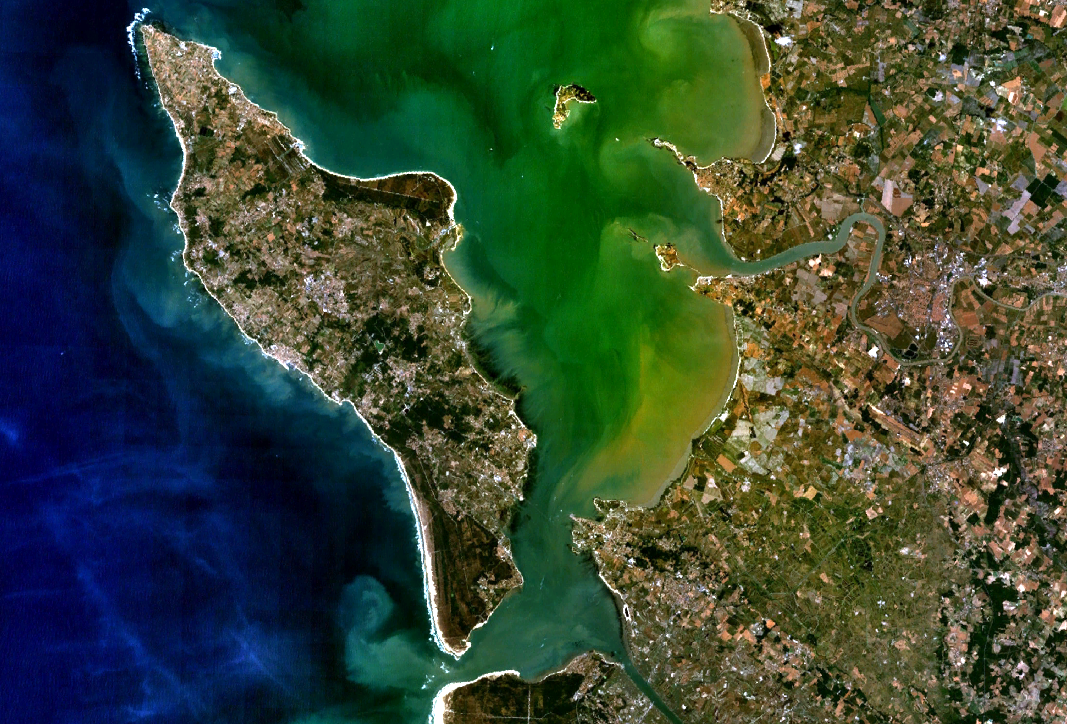
L'île d'Oléron est la plus grande île de la Charente-Maritime et de la côte atlantique de la France.
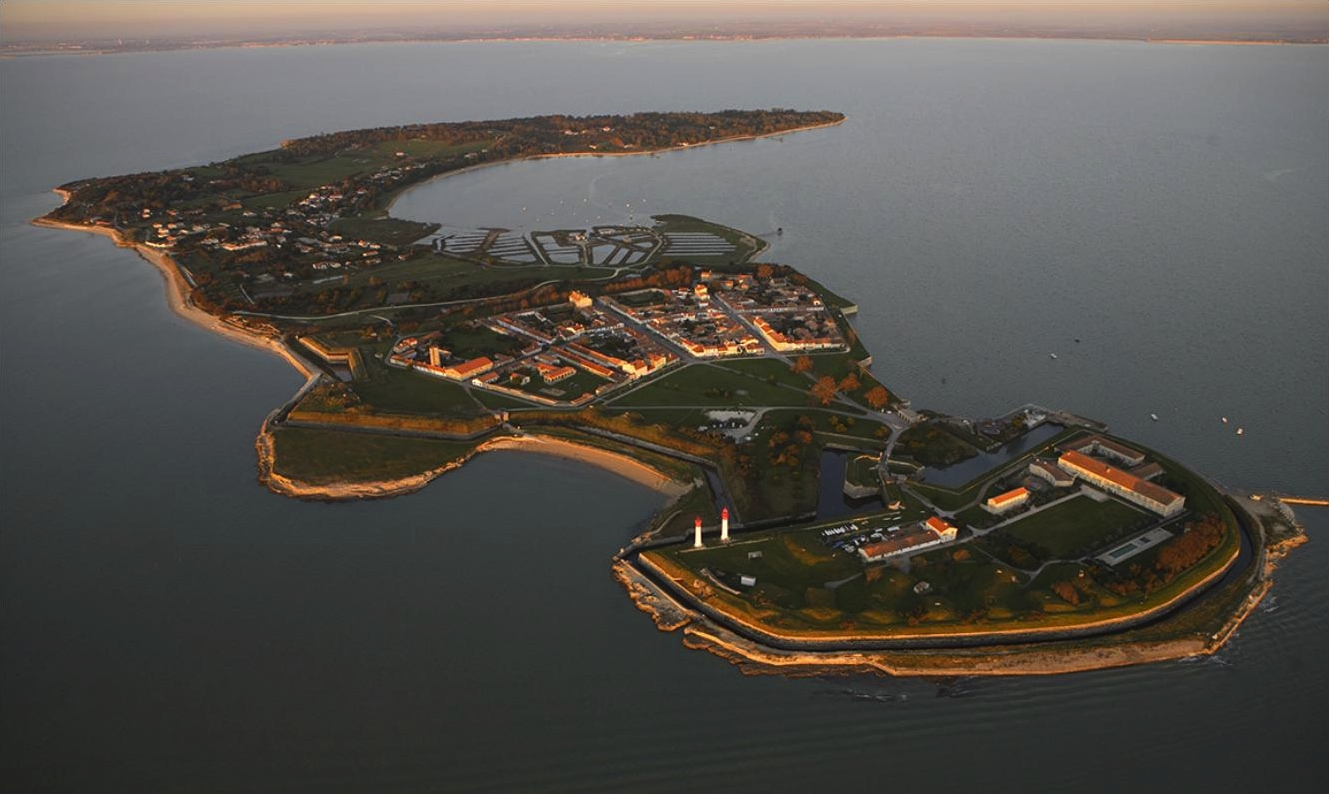
L'île d'Aix est l'une des plus petites îles de la Charente-Maritime qui garde l'entrée nord de l'estuaire de la Charente.
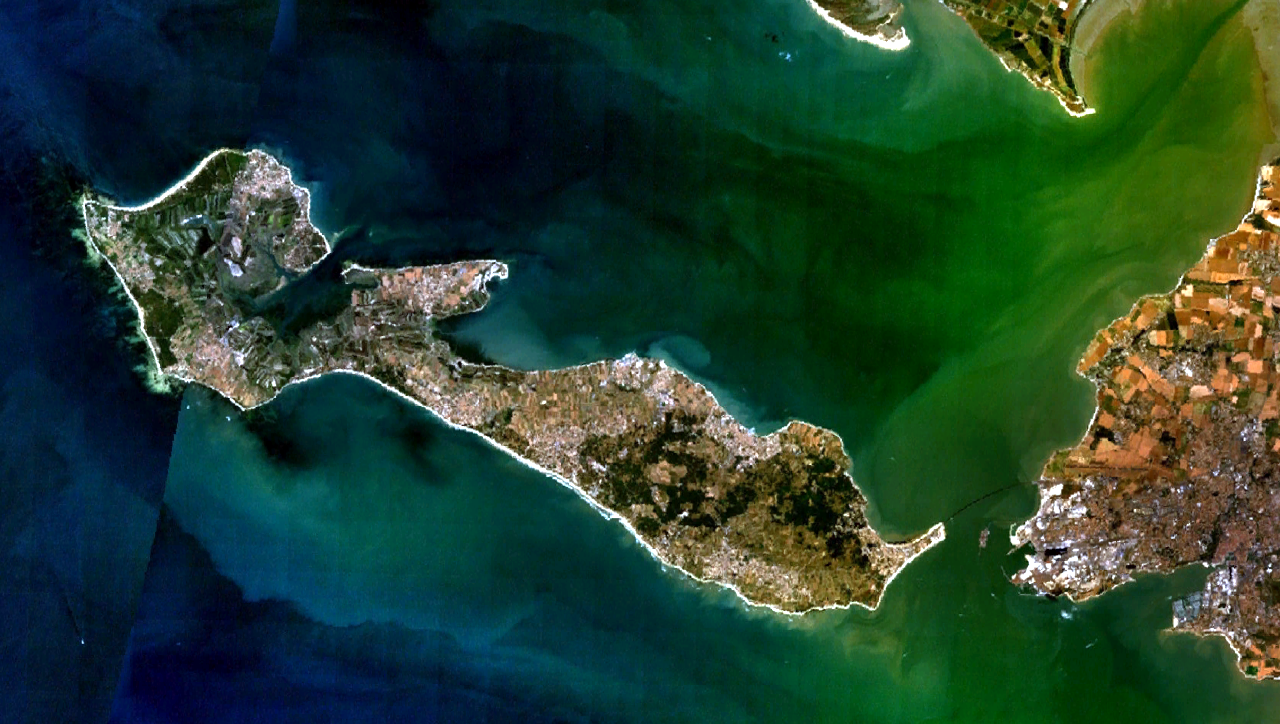
L'île de Ré, face à La Rochelle, ferme au nord le pertuis d'Antioche, la Méditerranée de la Charente-Maritime.

## Hydrographie

### Le réseau hydrographique
Quatre fleuves tributaires de l'océan Atlantique arrosent le département du nord au sud et suivent tous une orientation S.E. - N.O. se configurant au schéma général de la tectonique géographique en place.
Tout au nord de la Charente-Maritime, la Sèvre Niortaise, en bordure du département de la Vendée, sert de délimitation naturelle entre ces deux départements dans une longue portion de son tracé. Ce fleuve côtier se jette dans la baie de l'Aiguillon, anse étroite qui débouche sur le pertuis Breton. Son estuaire est dédoublé par un canal de dérivation, le canal maritime de Marans à la mer, qui dessert le port de plaisance de Marans, petite ville fluviale qui s'est développée grâce au fleuve tandis qu'à son embouchure, le port mytilicole de Charron se trouve au milieu de la première région de production de moules de France.
Le Mignon qui est le plus long affluent de rive gauche de la Sèvre Niortaise a sa source en Charente-Maritime.

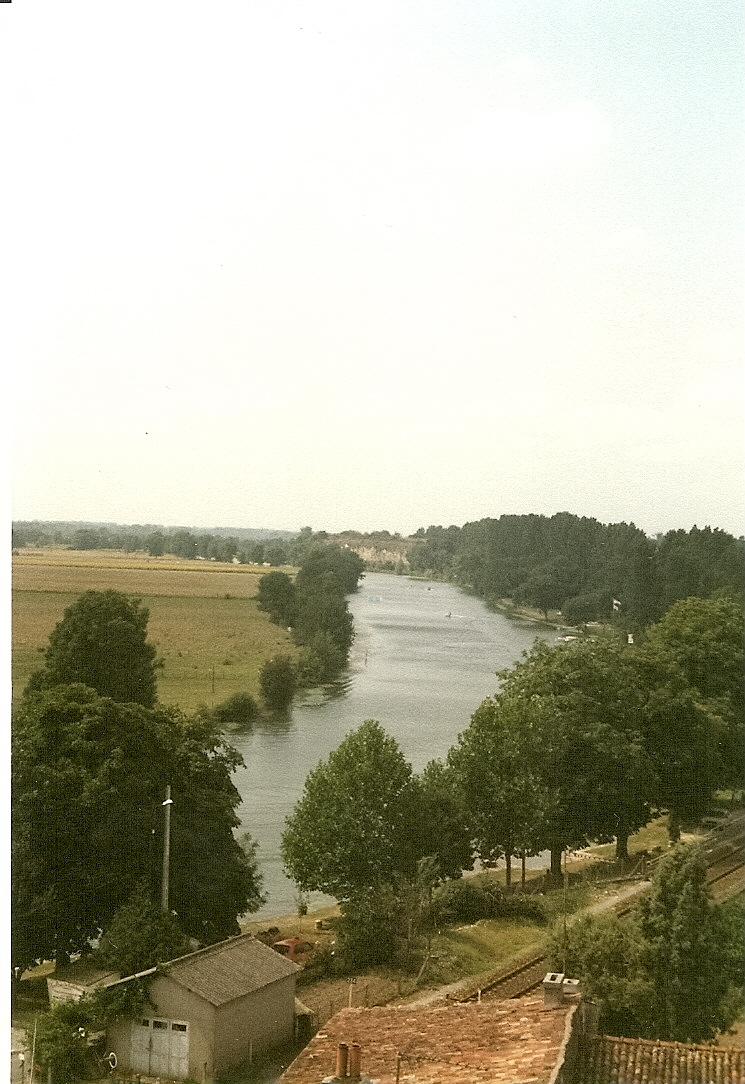
La vallée de la Charente à Taillebourg

Au centre, la Charente, qui donne en partie son nom au département, est le plus long émissaire écoulant ses eaux sur environ une centaine de kilomètres en Charente-Maritime. Son cours inférieur, déclassé depuis 1926, dont la marée se fait encore ressentir jusqu'à Saintes ne compte que deux écluses dont celle de Saint-Savinien où elle sert aussi de barrage. La basse vallée où commence l'estuaire à Tonnay-Charente est toujours navigable et peut recevoir des navires de plus de 10 000 tonnes de port en lourd. Un trafic fluvial de près d'un million de tonnes alimente les deux ports de Tonnay-Charente et de Rochefort. L'estuaire du fleuve se termine par une belle embouchure que cernent deux petites îles; au sud, l'île Madame, au nord, l'île d'Aix, prolongement naturel de la pointe de la Fumée au sud de laquelle s'égrène la jolie station balnéaire de Fouras.
Les affluents de la Charente - dans le département de la Charente-Maritime - sont d'amont en aval sur sa rive droite, l'Antenne, le Coran, le Bramerit, la Boutonne  et la Gères, et sur sa rive gauche, le Né, la Seugne et l'Arnoult. La Boutonne est le plus long affluent de rive droite de la Charente sur tout son parcours tandis que la Seugne, parfois appelée localement la Sévigne, est le plus long affluent de rive gauche dans le département. Ces petits affluents de la Charente sont à l'origine de la création des petites villes, ainsi l'Antenne s'écoule à Matha, la Boutonne arrose Saint-Jean-d'Angély, la Gères a donné son nom à Surgères et la Seugne irrigue d'amont en aval Jonzac et Pons.
Au sud-ouest, la Seudre qui passe pour être le plus petit fleuve côtier de France avec ses 80 kilomètres de long se termine par un estuaire qui est un véritable bras de mer lors des hautes marées. Petit fleuve mais essentiel par son apport en eau douce dans sa partie amont, il écoule ses eaux dans le plus grand bassin ostréicole de France. Trois villes sont nées avec ce fleuve et lui doivent en grande partie leur histoire et leur développement, Saujon au fond de son estuaire, Marennes sur la rive droite, et La Tremblade sur la rive gauche.
Au sud, la Gironde qui est l'estuaire de la Garonne, sert de délimitation naturelle avec le département de la Gironde. Elle est le plus vaste estuaire de l'Europe et bénéficie à ce titre d'une protection au sein du réseau Natura 2000. Sur sa rive droite sur laquelle se trouve la Charente-Maritime, la Gironde est jalonnée de nombreux sites naturels comme les marais, les côtes à falaises et les longues plages de sable, à l'origine desquelles Royan doit son essor remarquable.
À ceux-ci, il convient de nommer un autre cours d'eau, peu connu, et qui, pourtant, joue un rôle non négligeable dans la géographie de l'Aunis; ce dernier est le petit fleuve côtier du Curé qui prend sa source dans le département et dont le cours inférieur est connu sous le nom de canal du Curé.
Enfin, un autre cours d'eau d'importance doit être mentionné, même si son parcours en Charente-Maritime est plutôt dérisoire. Il s'agit de la Dronne qui est un affluent de rive droite de l'Isle, ce dernier étant également un affluent de rive droite de la Dordogne. La Dronne qui arrose Saint-Aigulin, tout au sud du département, sert de limite naturelle avec le département voisin de la Dordogne sur 17 kilomètres en amont et en aval de Saint-Aigulin. Au pont sur la rivière, qui unit Saint-Aigulin à la petite ville voisine de La Roche-Chalais, passe le méridien de Greenwich.

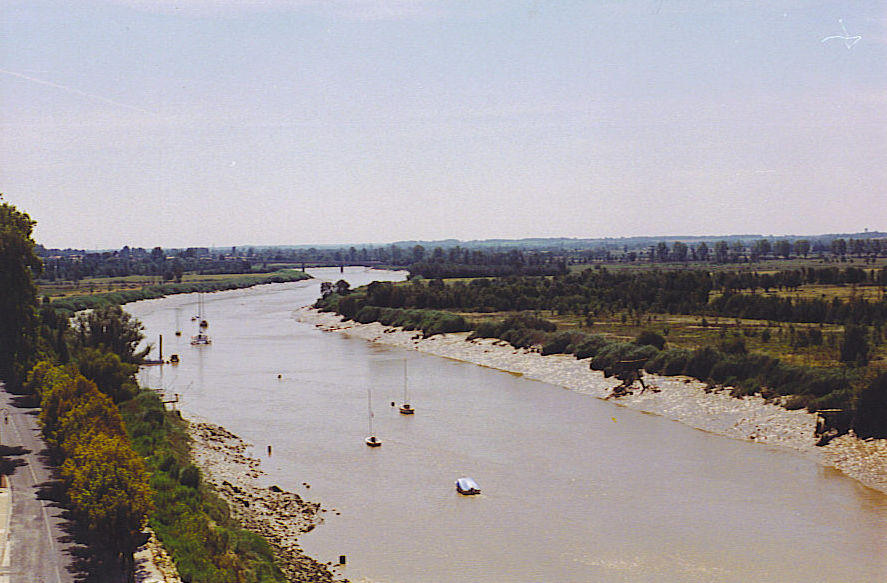
L'estuaire de la Charente commence à Tonnay-Charente, port fluvial entièrement situé sur la rive droite du fleuve.
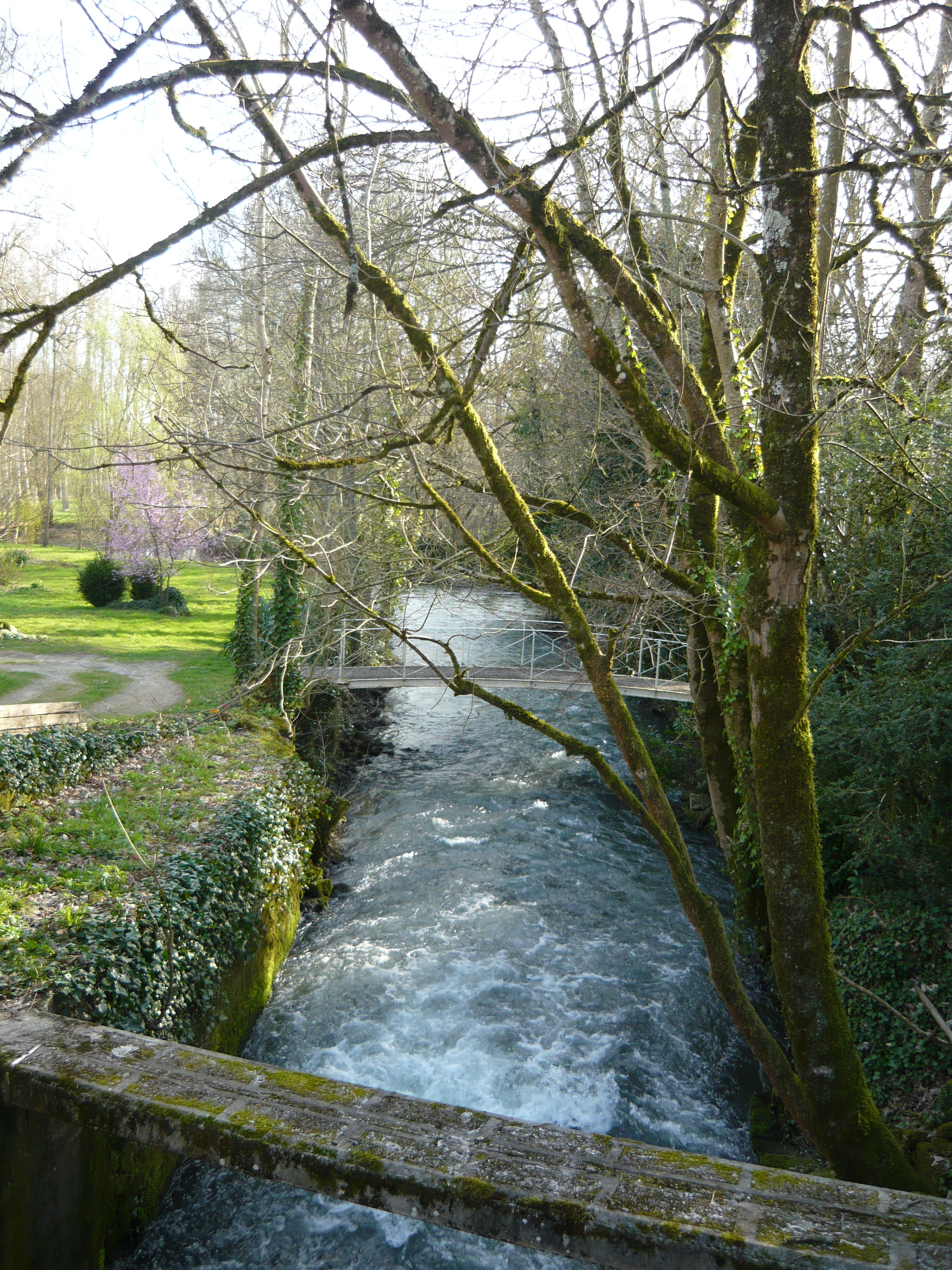
La Boutonne, dans le village de Dampierre-sur-Boutonne, est le plus long affluent de rive droite de la Charente.
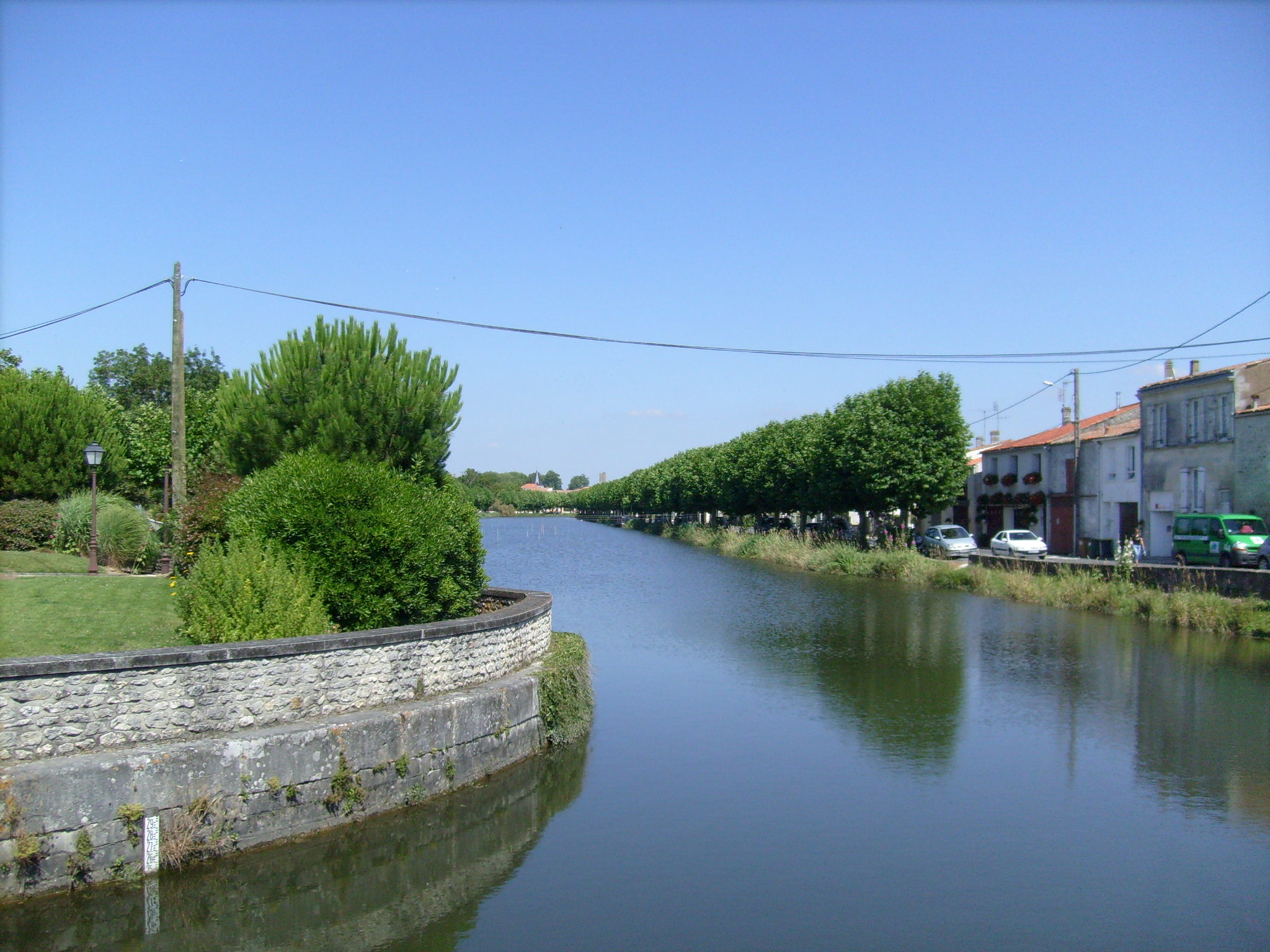
La Seudre en amont du port du Ribérou à Saujon passe pour être le plus petit fleuve de France.

### Le réseau des canaux
En raison de l'importance des marais côtiers qui occupent le cinquième de l'espace départemental, de nombreux canaux ont été construits, les uns pour le drainage, les autres pour l'irrigation. Mais des canaux plus importants, notamment ceux de jonction et de dérivation, ont été spécifiquement aménagés pour le transport des productions locales à partir des Temps Modernes, mais surtout dès la seconde moitié du XIXe siècle. Connectés aux fleuves principaux que sont la Charente, la Sèvre Niortaise et la Seudre, ils ont connu une intense activité de batellerie avant d'être sévèrement concurrencés par le chemin de fer, puis déclassés à partir de 1926.
Le département compte ainsi plusieurs canaux de navigation, dont les plus nombreux sont établis au nord de la Charente-Maritime, précisément entre La Rochelle et Marans, dans le Marais poitevin où, au moins, quatre d'entre eux doivent être mentionnés.
Le canal de Marans à La Rochelle ou canal de Rompsay est le deuxième ouvrage de ce genre en Charente-Maritime par la longueur de son tracé et l'un des plus anciens quant à sa réalisation. Ce canal de jonction qui relie le port fluvial de Marans au célèbre site du Vieux-Port de La Rochelle a été rapidement concurrencé par la ligne ferroviaire Nantes - La Rochelle et son trafic de marchandises n'a jamais été important dès sa mise en exploitation. Aujourd'hui, des projets d'aménagement touristique et de mise en valeur sont programmés pour réactiver son utilisation.
Le canal maritime de Marans à la mer, appelé également canal maritime du Brault, est le plus récent des ouvrages puisque sa réalisation a eu lieu vers la fin du XIXe siècle. Il s'agit avant tout d'un canal de dérivation. Malgré sa faible longueur, ce canal a à peine dix kilomètres de long, il demeure le plus important car il est le seul à ne pas être déclassé, servant encore pour la navigation non plus des cargos mais des bateaux de plaisance où Marans a fait aménager ses anciens bassins à flot en port de plaisance.

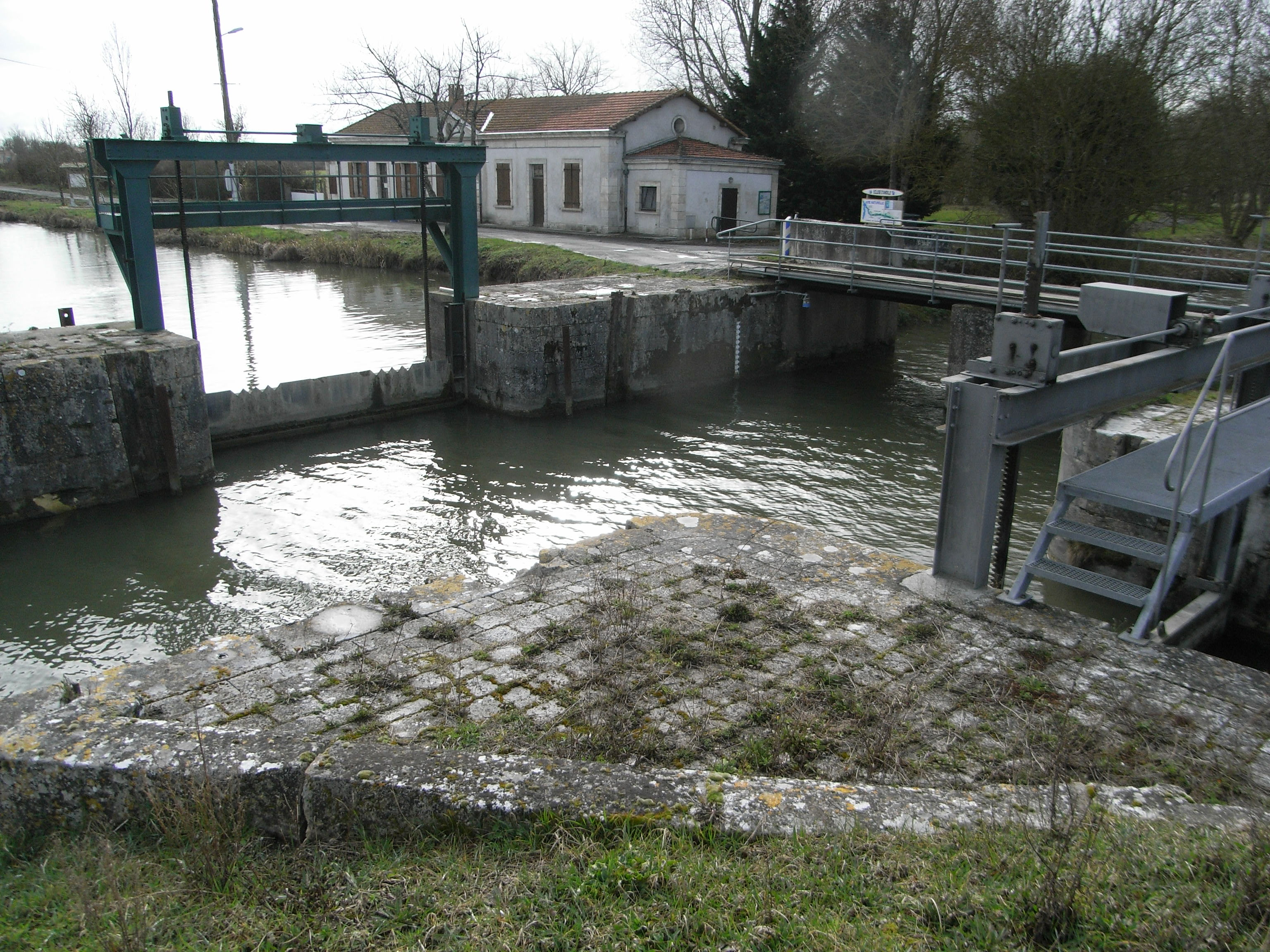
Le site des Écluses d'Andilly correspond au lieu de croisement du canal de Marans à La Rochelle et du canal du Curé.

Le canal du Curé, dont le cours inférieur a été canalisé à la fin du XVIIIe siècle, croise le canal de Marans à La Rochelle au site remarquable des écluses d'Andilly. Il est le troisième canal par sa longueur en Charente-Maritime. Il a eu une existence très brève pour le trafic de marchandises; aujourd'hui, il sert davantage de canal d'écoulement et de régulation des eaux.
Enfin, il convient de mentionner le canal du Mignon, situé également en partie sur le département des Deux-Sèvres, dans le nord-est de la Charente-Maritime. Celui-ci, comme le canal du Curé, correspond à la canalisation du cours aval du Mignon qui est le plus long affluent de rive gauche de la Sèvre Niortaise. Canalisé dans la seconde moitié du XIXe siècle, il a connu une faible utilisation comme moyen de transport des marchandises; le trafic a totalement périclité à la suite de son déclassement.
Le centre-ouest de la Charente-Maritime est occupé par les vastes marais de Rochefort et de Brouage que sépare l'estuaire de la Charente. Ce dernier est relié par un important réseau de canaux collecteurs dont ceux de Charras et de Genouillé au nord, sur sa rive droite, et de Pont-l'Abbé au sud, sur sa rive gauche, mais le principal est le canal de la Charente à la Seudre ou canal de la Bridoire. Mis en service en 1862, le canal de la Bridoire, lui-même raccordé au canal de Brouage, est le plus long canal de jonction du département reliant deux fleuves, la Charente sur sa rive gauche, et la Seudre, sur sa rive droite. À l'instar du canal de Marans à La Rochelle, il a subi une vive concurrence de la voie ferrée dont une partie du tracé le longe pendant plus d'une quinzaine de kilomètres. Cependant, il a joué un rôle économique beaucoup plus important que le canal de Marans à La Rochelle et aurait pu faire l'objet d'aménagements plus importants. Il a contribué notamment à désenclaver Marennes avant que cette petite ville ne soit reliée au chemin de fer en 1889. Déclassé en 1926, ce canal de jonction est surtout valorisé aujourd'hui à des fins touristiques et de loisirs.

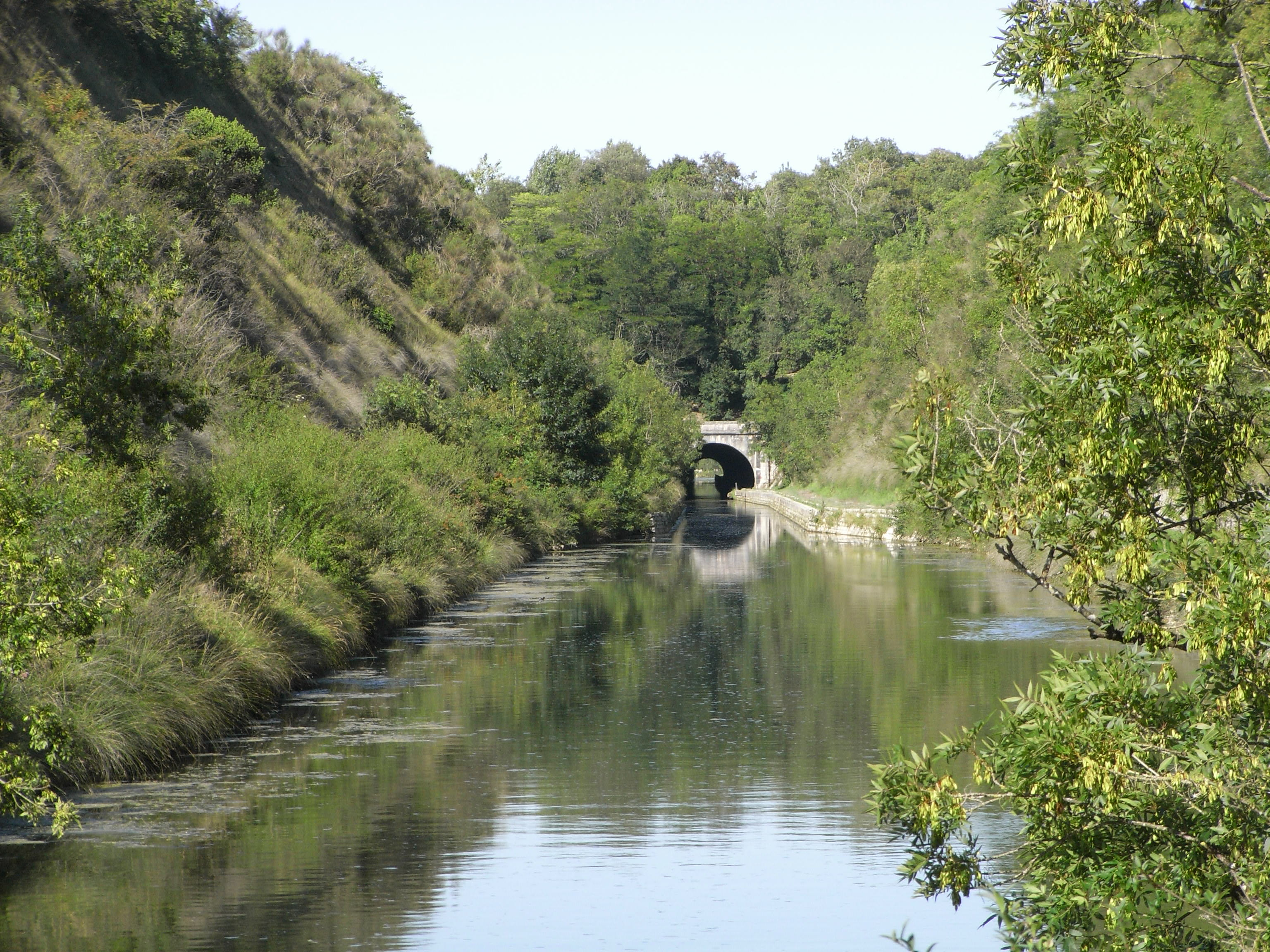
Le tunnel Saint-Léonard (chemin de halage sur la droite) fait partie du canal de Marans à La Rochelle.
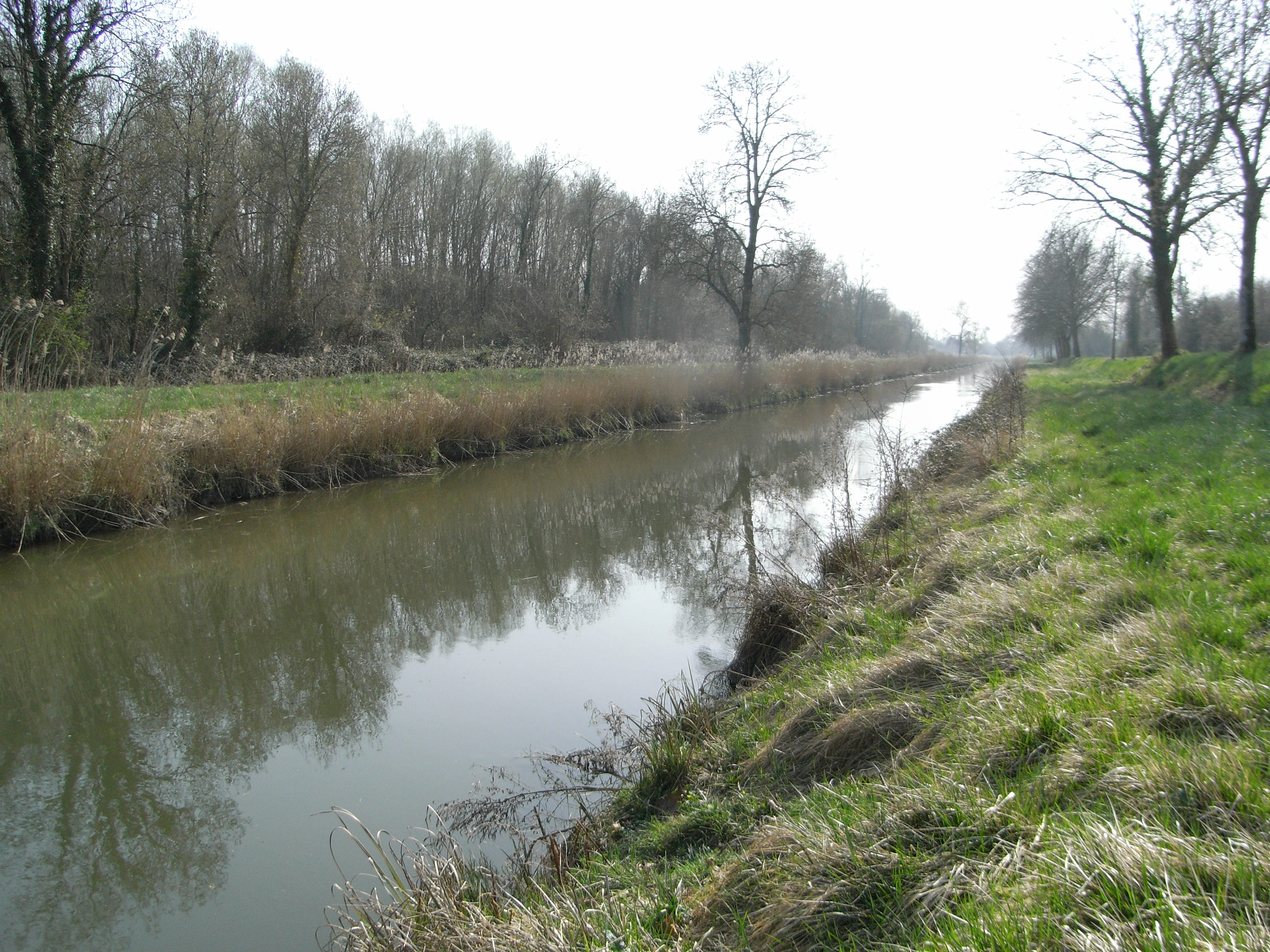
Le canal de la Charente à la Seudre est le plus long canal de la Charente-Maritime.
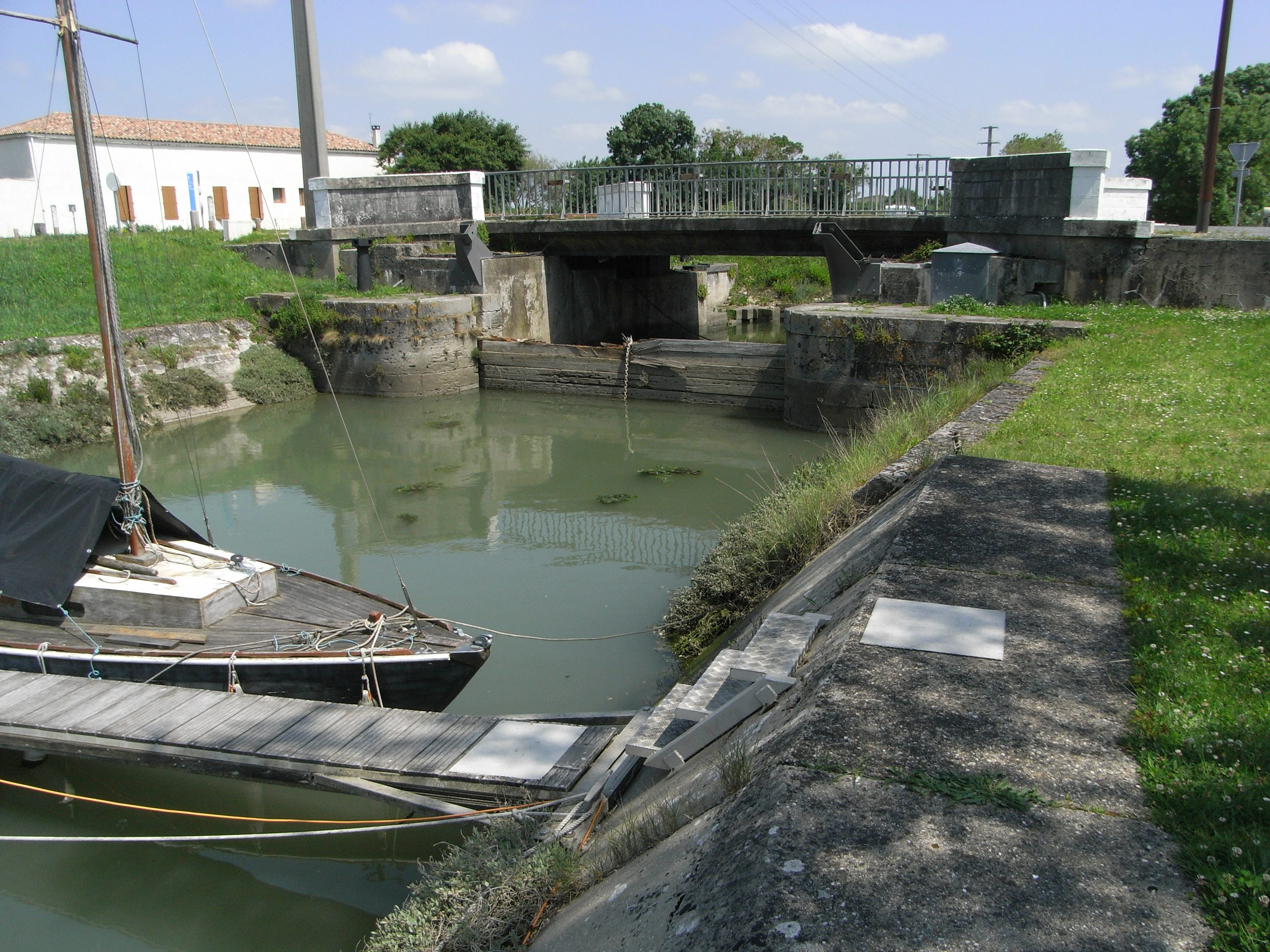
Dernière écluse du canal de la Bridoire à Marennes où se trouve la jonction avec la Seudre.

## Climatologie

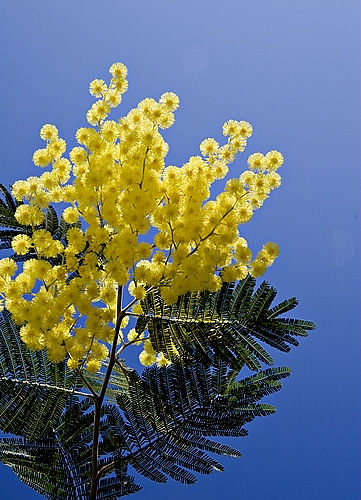
L’île d'Oléron bénéficie d'un climat doux en hiver. Mimosas en février.

Le climat dont bénéficie la Charente-Maritime est un climat océanique tempéré de type aquitain, marqué par un ensoleillement moyen assez important. La pluviosité y est modérée, les précipitations ne dépassant pas 1 200 mm par an. Les températures, quant à elles, varient en moyenne de 5 °C en hiver à 20 °C en été.
Les îles charentaises (Ré, Oléron, île d'Aix et île Madame) et l'ensemble du littoral de la Charente-Maritime se caractérisent par un climat particulièrement doux en hiver, et rafraîchissant l'été, grâce aux influences océaniques perpétuellement en mouvement.
Ces conditions climatiques favorables, toujours soumises aux influences de l'océan Atlantique, sont dues au climat aquitain, et une végétation déjà bien méridionale existe.
Ainsi la flore se caractérise-t-elle par la présence étonnante de lauriers-roses, eucalyptus, agaves, et même les mimosas se mettent à fleurir dès le mois de janvier. Aux essences péri-méditerranéennes du chene vert (ou yeuse), cyste et figuiers qui poussent naturellement comme dans d'autres endroits du Bassin aquitain, s'ajoute une forte présence de palmiers, oliviers et même orangers, cultivés.
Il existe toutefois un contraste entre le littoral, assez sec et ensoleillé et l'intérieur des terres, davantage pluvieux. La pluviométrie passe ainsi de 750 mm sur le littoral à 950 mm en Haute Saintonge.

## Bois et forêts
Plusieurs forêts sont situées dans le département ou dans ses bordures administratives et occupent 20,1 % de la superficie totale de la Charente-Maritime, ce qui est inférieur à la moyenne nationale où le taux de boisement avoisine les 25 %.
La Charente-Maritime possède une superficie totale de 138 500 hectares de bois et forêts en 2008.
En Charente-Maritime, six régions ont été délimitées quant à la couverture forestière.
Les marais littoraux de la Charente-Maritime sont très peu boisés avec un taux de boisement de seulement 0,9 %.

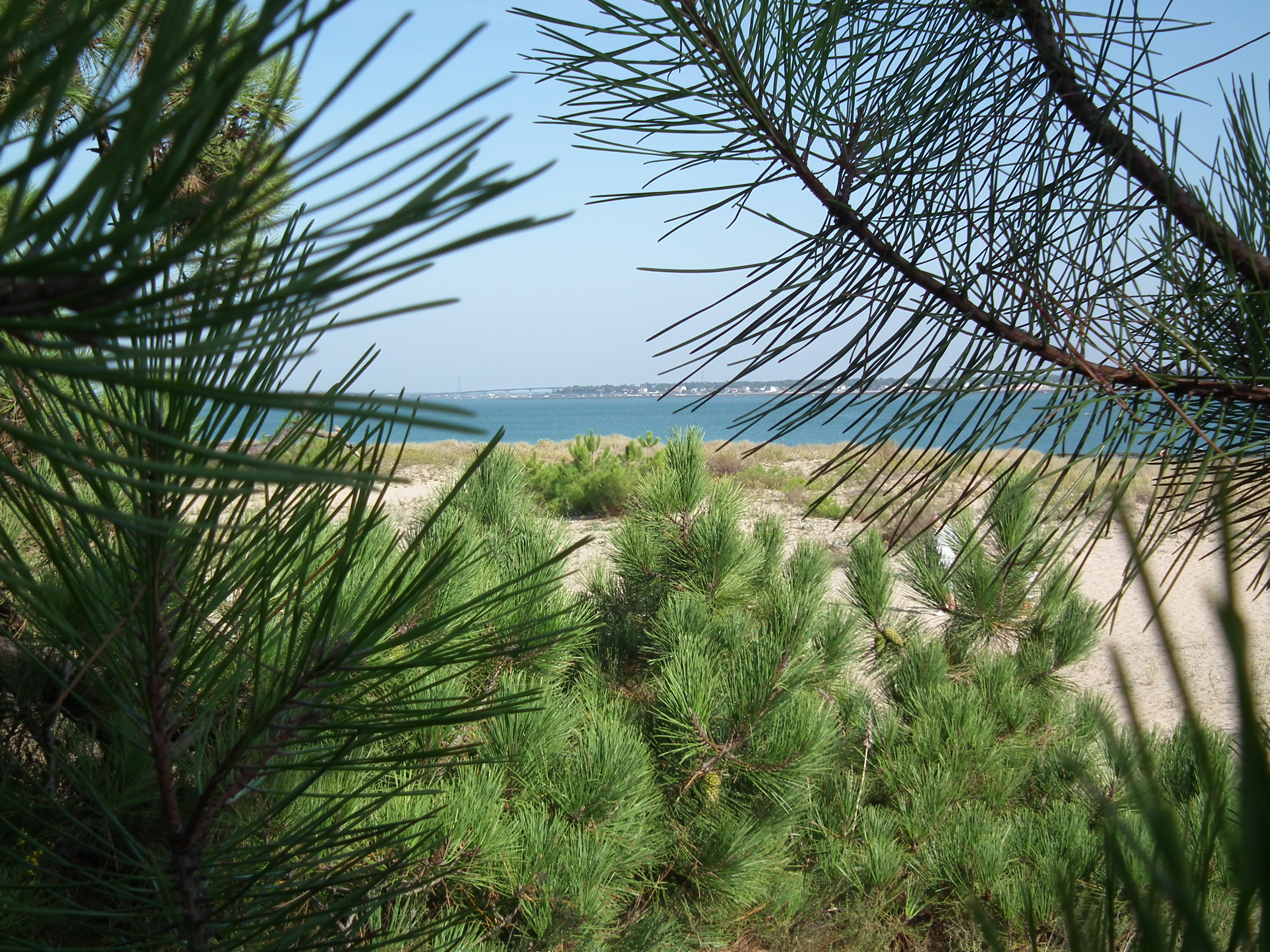
La forêt de Saint-Trojan à la pointe de Gatseau, au sud de l'île d'Oléron est une forêt littorale plantée de pins maritimes et de chênes verts.

Les dunes littorales ont un taux de boisement trois fois supérieur à la moyenne départementale avec 43,7 %. Principalement plantées de pins maritimes et de chênes verts, ces forêts sont celles de la Forêt de la Coubre et de l'île d'Oléron.
Les Terres de groie ont un faible taux de boisement, deux fois inférieur à la moyenne départementale, avec 7,4 % en Charente-Maritime. La forêt de Benon est la plus grande forêt de l'Aunis. Elle est "prolongée" sur la limite départementale de la Charente-Maritime et des Deux-Sèvres par les forêts de Chizé et d'Aulnay, constituant des reliques de l'antique Forêt d'Argenson.
Les bois et forêts de la Saintonge centrale occupent un taux équivalent à celui du département avec 16,5 % de surface ; la plus importante est la forêt de Pons.
Les bois des Terres de champagne se caractérisent par un très faible taux de boisement avec 3,1 % en Charente-Maritime.
Enfin, la Double saintongeaise avec un taux de boisement de 50,2 % est la plus importante zone forestière de la Charente-Maritime.

## Géographie et environnement

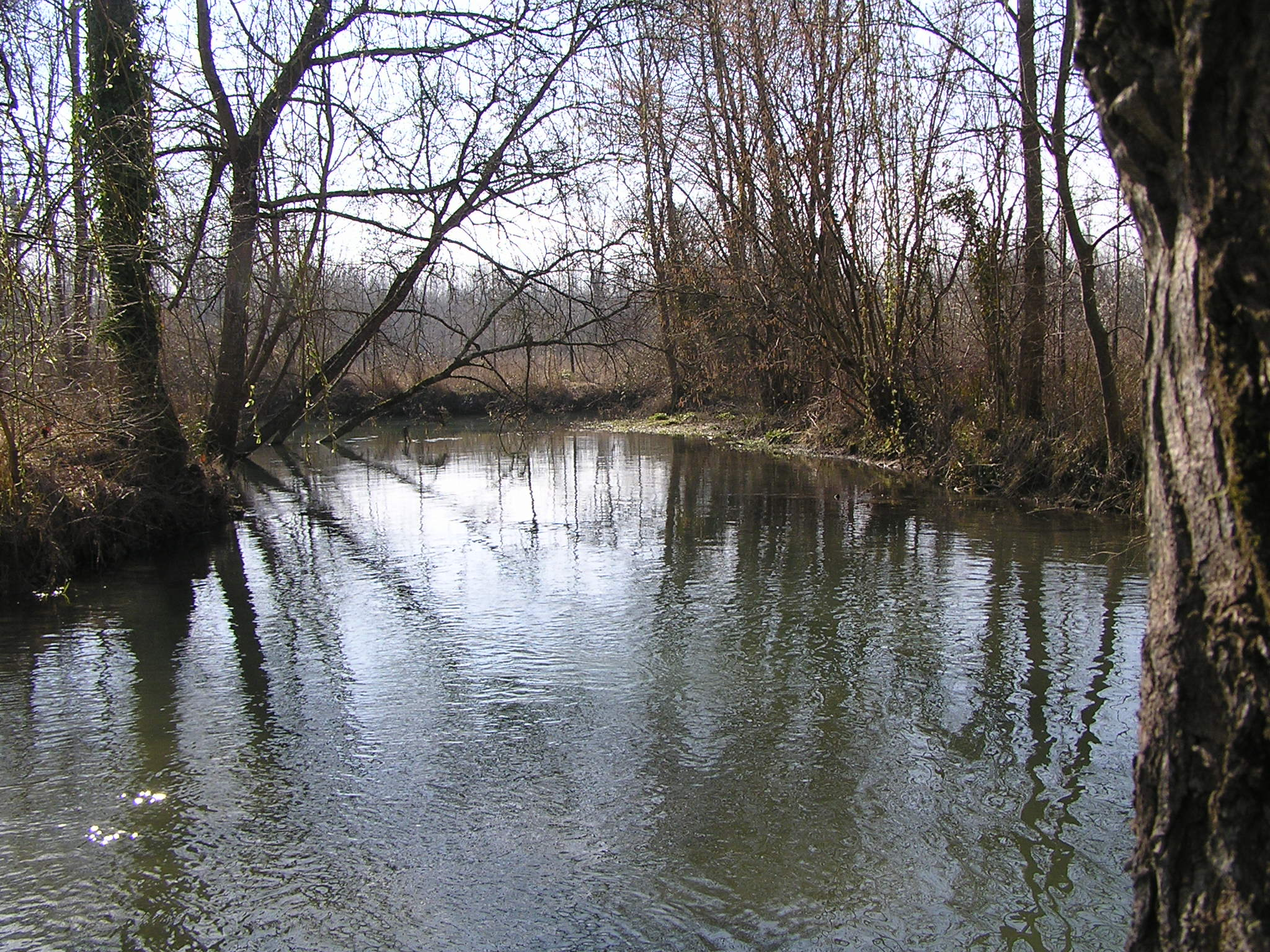
La rivière Antenne est au cœur du site Natura 2000 de la Vallée de l'Antenne

En Charente-Maritime 5 sites sont classés dans le Natura 2000 en mer et 39 dans le réseau réseau Natura 2000. Comme six de ces zones correspondent à 2 sites, il y a donc 33 zones pour 39 sites Natura 2000 dont 19 sont entièrement en Charente-Maritime 7 sont en Charente et en Charente-Maritime, 3 en Deux-Sèvres et en Charente-Maritime, 2 en Gironde et en Charente-Maritime 1 en Dordogne, en Gironde et en Charente-Maritime et 1 en Dordogne, en Gironde, en Charente et en Charente-Maritime.
Ils sont d'une grande diversité, centrés sur un habitat, la mer, un marais, la vallée d'une rivière ou d'un fleuve, des dunes, des coteaux ou encore sur une espèce animale.

## Géographie régionale
Frédéric Zégierman distingue huit régions naturelles dans ce département.
Du nord au sud :

### Le Marais poitevin
Cette micro-région est située tout au nord du département de la Charente-Maritime, dont la Sèvre Niortaise lui sert de délimitation naturelle. Elle fait partie d'un plus vaste ensemble géographique qui inclut les départements voisins de la Vendée, au nord du fleuve, et des Deux-Sèvres, à l'est. La partie du Marais poitevin en Charente-Maritime appartient historiquement et géographiquement à l'ancienne province de l'Aunis.

### L'Aunis
L'Île de Ré se distingue des autres îles de l'archipel par son appartenance à l'Aunis.

## Géographie humaine

### La répartition de la population
Le littoral, densément peuplé et fortement urbanisé, supporte aisément la comparaison avec la moyenne nationale, tandis que la Saintonge continentale présente les mêmes caractéristiques de la France rurale et faiblement peuplée, à l’exception notable de la vallée centrale de la Charente, organisée autour de Saintes, et singularisée par un dynamisme démographique soutenu et régulier.

### Les villes et leurs zones d'influence
La Charente-Maritime se caractérise par l'absence d'une grande ville qui polariserait à elle-seule tout le département mais elle se distingue par la présence d'un réseau bien équilibré de villes moyennes et secondaires qui polarisent l'ensemble du territoire départemental à l'exception du sud-est totalement dans la mouvance urbaine de Bordeaux.